# Партия защитников Отечества
Па́ртия защи́тников оте́чества (укр. Партія захисників Вітчизни) — политическая партия на территории Украины.
Председатель партии — Юрий Кармазин †.
На парламентских выборах 2006 участвовала в составе Блока Юрия Кармазина (0,65 % голосов). 5 июля 2007 партия вошла в состав блока «Наша Украина — Народная самооборона», созданного для участия в досрочных парламентских выборах 2007.
По итогам выборов блок «Наша Украина — Народная самооборона» занял третье место, получив 14,15 % (72 места в парламенте).
9 ноября 2022 года умер лидер партии Юрий Кармазин